# Calliscarta delicata
Calliscarta delicata är en insektsart som beskrevs av Freytag 1988. Calliscarta delicata ingår i släktet Calliscarta och familjen dvärgstritar. Inga underarter finns listade i Catalogue of Life.